# Husarengolf
Husarengolf ist ein Geschicklichkeitsspiel des Spieleautors Torsten Marold für zwei bis vier Personen aus dem Jahr 1997. Das Spiel erschien bei abacusspiele in Deutschland sowie 2014 in einer neuen Auflage bei franjos. Im Erscheinungsjahr wurde das Spiel von der Jury des Spiel des Jahres mit dem „Sonderpreis Geschicklichkeitsspiel“ ausgezeichnet.

## Thema und Ausstattung
Bei dem Spiel handelt sich um ein einfaches und schnelles Geschicklichkeitsspiel. Ziel ist es, auf einem Spielbrett, dass die Spieler zwischen sich halten, eine Kugel in die Aushöhlungen der eigenen Farbe zu bringen und damit Punkte zu machen.
Das Spielmaterial ist vollständig aus Holz. Es besteht neben der Spieleanleitung aus einem länglichen Spielbrett von etwa einem Meter Länge mit vier Griffen an den Ecken sowie einer Kugel. Auf dem Spielbrett befinden sich acht Vertiefungen in vier verschiedenen Farben.

## Spielweise
Für das Spiel halten die Mitspieler das Spielbrett an den Tragegriffen waagerecht zwischen sich. Handelt es sich um zwei Spieler, bekommt jeder Spieler zwei Griffe; bei vier Spieler nimmt jeder Spieler einen Griff in die Hand. Die Spieler wählen jeweils eine bzw. zwei Farben und die Kugel wird in die Startmulde in der Mitte des Brettes gelegt.
Nach einem Startkommando bringen die Spieler die Kugel durch Heben und Senken des Brettes ins Rollen und versuchen, sie jeweils in eines der Löcher ihrer Farbe zu steuern. Dabei halten sie das Brett immer unterhalb der Hüfthöhe. Fällt die Kugel vom Brett, wird sie wieder in die Mitte gelegt. Bleibt die Kugel in einer Mulde liegen, bekommt der betreffende Spieler einen Punkt und das Spiel wird neu gestartet.
Gewinner ist der Spieler, der zuerst fünf Punkte hat.

## Entwicklung und Rezeption
Husarengolf stammt von dem deutschen Tischler und Spieleautor Torsten Marold. Er hatte ein Kinderspiel mit dem Namen Pustekuchen entwickelt, bei dem Kinder Kugeln in Farblöcher pusten sollten, und entwickelte später ein weiteres Kugelspiel namens Kopflos, später Marubi genannt. Er zeigte das Spiel 1995 dem Verlagschef von abacusspiele, Joe Nikisch, der mit ihm daraus Husarengolf machte und es 1997 bei seinem Verlag veröffentlichte. 2014 wurde es in einer neuen Auflage bei franjos veröffentlicht.
Im Erscheinungsjahr wurde Husarengolf von der Jury des Spiel des Jahres mit dem „Sonderpreis Geschicklichkeitsspiel“ ausgezeichnet. Dabei bewerteten sie das Spiel wie folgt:

„HUSARENGOLF hat aufgrund seiner ansprechenden und neugierig machenden Ausführung einen sehr hohen Aufforderungscharakter und macht tatsächlich Riesenspaß. Es ist keine abendfüllende Angelegenheit, aber ein fetziger Anheizer, der sich auch mit Kindern vorzüglich spielen lässt.“

Wieland Herold bewertete das Spiel mit 8 von 10 Sternen. Er schrieb: „Der Aufforderungscharakter dieses Aktionsspiels ist sehr groß. Auf einem großen etwa ein Meter langen Holztablett mit acht Mulden balancieren zwei Spieler eine Kugel, die sie in ein Loch der eigenen Farbe zu manövrieren versuchen. Holzgriffe an dem Tablett ermöglichen plötzliche Auf- und Abbewegungen, ein Ziehen und Zerren, sodass HUSARENGOLF zu einem schweißtreibenden Trimmgerät werden kann, stets verbunden mit viel Spaß für Zuschauer und Aktive. Gespielt wird auf fünf Gewinnpunkte, aber danach ist nie Schluss. Das Spielgerät ist großen Kräften ausgesetzt, aber Abacus ist eine äußerst stabile Umsetzung gelungen.“

## Belege
1. 1 2 3 4 5  Spieleanleitung Husarengolf
2. 1 2 3  Husarengolf, Rezension auf der Website spielphase.de; abgerufen am 10. Februar 2021.
3. 1 2  Wieland Herold: Husarengolf, Rezension auf seinem Blog „Mit 80 Spielen durch das Jahr“; abgerufen am 10. Februar 2021.
4. ↑  Versionen von Husarengolf in der Spieledatenbank BoardGameGeek (englisch); abgerufen am 10. Februar 2021.
5. 1 2  Husarengolf auf der Website des Spiel des Jahres e.V.; abgerufen am 10. Februar 2021.